# シマノ・105

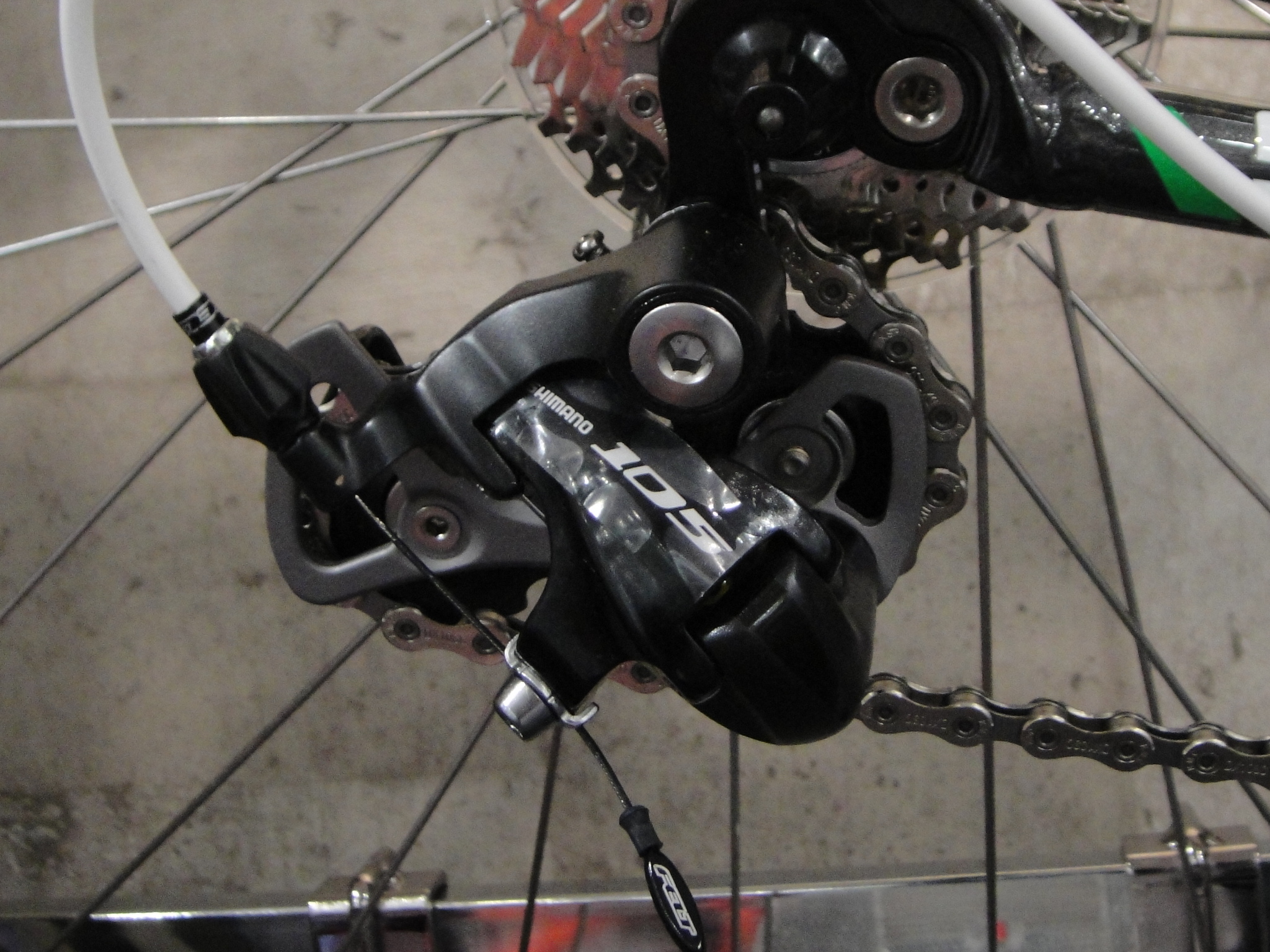
SHIMANO 105 リアディレイラー(RD-5700)

105（いちまるご）はシマノが作るロードバイク用コンポーネント。

## 概要
デュラエース、アルテグラに次ぐ3番目のグレード。ロードバイクへの本格入門用パーツとされ、上級の完成車や、セミオーダー・オーダー車用の本格的なパーツの割に安価な価格設定がされており、完成車では定価15～25万円のものに採用される。最新モデルでは上位機種と同じく後変速が12スピードとなる他、電動変速にも対応しパフォーマンスが高くなってきている。型番はR7000番台で、以前は5000番台であった。現在R7000シリーズが展開されている。

## 開発の経緯とシリーズの歴史
- 1982年 - 初代105がデビューした。アローポイント（矢）をイメージさせるデザインであった。値段も抑え目であったことから、ヒット商品となった。
- 1986年 - デビューのリア6速仕様モデルでSIS（シマノ・インデックス・システム）が採用された。
- 1993年 - 8速仕様モデルがデビュー、同時にSTIが採用される。
- 1998年 - 番号表記が変わり（例：マイナーチェンジ前のデュアルコントロールレバー：ST-1050→マイナーチェンジ後：ST-5500）、5500系がデビュー。リアが9速化された。カラーもシルバーとブラックが用意され、カラーコーディネートの幅が広がった。
- 2005年 - 5600系がデビュー。リア変速機が10段化され、今までアルテグラ、デュラエースにしか使われなかったスパイダーアームが使われるようになった。クランクやスプロケットは初心者や脚力に自信の無いライダーへの配慮がなされ、今までアルテグラでしか入手できなかったローギア27Tのスプロケットもラインナップに加わり、今までロードのトリプルには52Tや53Tしかなかったが、あえて50Tにし、単に脚力への配慮だけでなく変速性能も確保されている。
- 2009年 - 5600系のブラックモデル発売開始。ほぼ同時にフロント側デュアルコントロールレバーのダブルギア専用品、ST-5601Lがラインナップに加わる。
- 2010年5月 - 5700系発売開始。上位モデルとの互換性が向上した。またシフトケーブルのハンドル内蔵、クランク形状が上位モデルを継承する形となった。
- 2014年4月 - 5800系発表。リアが11速となり、10速用のコントロールレバーやホイールハブとの互換性が無くなっている。ブレーキはTREK Madone 5シリーズ等のダイレクトマウントブレーキ車に対応するモデルもラインナップされた。リア用はBB後方下部取り付け用のBR-5810-Rとシートステー取り付け用のBR-5810-RSがある。
- 2017年6月 ‐ アルテグラR8000系の発表と同時にフロントディレーラーのみFD-5801にマイナーチェンジ。ディレーラー内にケーブルアジャスト機構を内蔵しワイヤー途中のケーブルアジャスターが不要になるなどR8000系やデュラエースR9100系と同様の機構となった。
- 2018年4月−R7000系発表。シリーズに油圧ディスクブレーキシステムが加わる。
- 2022年7月－R7100系発表。12速化ならびにDi2化された。先行していたデュラエースR9200系・アルテグラR8100系との互換性を有す。同シリーズでのカーボンホイールが追加された。